# Sławomir Arabski
Sławomir Krzysztof Arabski (ur. 21 czerwca 1933 w Łodzi, zm. 2 lutego 2022 tamże) – architekt, rysownik, wykładowca akademicki, członek łódzkiego oddziału Stowarzyszenia Architektów Polskich oraz Stowarzyszenia Artystów Karykatury w Warszawie (od 2000).

## Życiorys
Sławomir Arabski wychowywał się przy ul. Tuszyńskiej w Łodzi. W 1950 ukończył IX Liceum Ogólnokształcące w Łodzi. Następnie studiował na Budownictwie Ogólnym na Politechnice Łódzkiej, lecz studiów nie ukończył. Następnie w 1955 podjął się studiów na Wydziale Architektury Politechniki Warszawskiej, które ukończył w 1960. W latach 1960–1975 pracował na budowach jako technik, a także jako projektant w biurach architektonicznych oraz plastyk miasta Łodzi, uzyskując w międzyczasie uprawnienia budowlane. Pracował w tym okresie również za granicą, w: USA, Niemczech, Rosji i Szwecji.
Od 1975 był starszym wykładowcą w Instytucie Architektury i Urbanistyki Politechniki Łódzkiej, tam też kierował zespołem Rysunku i Malarstwa w Instytucie Architektury i Urbanistyki w latach 1975–2003. Ponadto był wykładowcą na Politechnice w Moguncji. W latach 1965–1990 pracował jako rysownik karykaturzysta dla Dziennika Łódzkiego, Ekspresu Ilustrowanego, Karuzeli, Szpilek, Odgłosów, Kalejdoskopu Kulturalnego i Wydawnictwa Łódzkiego oraz prasy zagranicznej. Wystawy jego karykatur odbywały się m.in. Niemczech, USA, Szwecji, na Ukrainie, a także w Polsce. Na swoim koncie ma liczne karykatury sportowców i polityków. W okresie pracy jako urzędnik miejski zajmował się m.in. projektowaniem neonów dla łódzkich kin i lokali gastronomicznych – zaprojektował ich kilkadziesiąt. Był nagradzany w wielu konkursach architektonicznych i urbanistycznych. Zdobył m.in. II nagrodę w konkursie na projekt koncepcyjny Domu Kultury Zakładów im. Marchlewskiego przy Starym Rynku w Łodzi w 1968 (wraz z Bolesławem Kardaszewskim).

### Życie prywatne
Syn Stanisława, inżyniera budowlanego, i Lucyny, nauczycielki. Miał żonę i syna – architekta.
Sławomir Arabski został pochowany na cmentarzu św. Rocha w Łodzi.

## Realizacje
- budynek szpitala onkologicznego w Łodzi – (wraz z Januszem Wyżnikiewiczem),
- dom parafialny przy kościele św. Teresy w Łodzi (wraz z Ludwikiem Mackiewiczem)[2].

## Nagrody i odznaczenia
- Złoty Krzyż Zasługi,
- Brązowa Odznaka SARP,
- Srebrna Odznaka SARP,
- Złota Odznaka SARP[2],
- Łodzianin Roku (w latach 70. XX w.)[8].